# Ivaciv Horișnii (Ivaciv Dolișnii), Ternopil
Ivaciv Horișnii (în ucraineană Івачів Горішній) este un sat în comuna Ivaciv Dolișnii din raionul Ternopil, regiunea Ternopil, Ucraina.

## Demografie
Componența lingvistică a localității Ivaciv Horișnii
     Ucraineană (100%)
Conform recensământului din 2001, toată populația localității Ivaciv Horișnii era vorbitoare de ucraineană (100%).